# 总花蓝钟花
总花蓝钟花（学名：Cyananthus argenteus）是桔梗科蓝钟花属的植物，是中国的特有植物。分布在中国大陆的云南等地，生长于海拔2,900米至3,600米的地区，常生于干旱山坡、沙丘及松林间沙地，目前尚未由人工引种栽培。